# Munida tropicalis
Munida tropicalis is een tienpotigensoort uit de familie van de Munididae. De wetenschappelijke naam van de soort werd in 1897 voor het eerst geldig gepubliceerd door Alphonse Milne-Edwards & Bouvier.